# Jeff Franklin (giocatore di football americano)
Jeff Franklin (...) è un ex giocatore di football americano e allenatore di football americano statunitense, che ha giocato come cornerback.
Dopo aver giocato per la squadra universitaria dei Central State Marauders si trasferisce ai Cincinnati Commandos per due stagioni e successivamente agli italiani Daemons Martesana. In seguito prosegue la carriera esclusivamente come allenatore (ruolo che aveva già ricoperto da alcune stagioni).

## Palmarès
- 1 Mondiale (2011)